# Nederlandse kampioenschappen schaatsen afstanden 2014 - 1000 meter mannen
De 1000 meter mannen op de Nederlandse kampioenschappen schaatsen afstanden 2014 werd gereden op zondag 27 oktober 2013 in ijsstadion Thialf te Heerenveen. Er namen vierentwintig mannen deel.
Kjeld Nuis was titelverdediger na zijn overwinning op de NK afstanden 2013 en reed als enige een tijd onder de 1.09 waarmee hij zijn titel prolongeerde; allrounder Koen Verweij won verrassend zilver. Er waren ook vijf startplaatsen te verdienen voor de wereldbeker schaatsen 2013/2014.

## Statistieken

### Uitslag
| #      | Schaatser          | Ploeg                   | tijd    |
| ------ | ------------------ | ----------------------- | ------- |
| Goud   | Kjeld Nuis         | Brand Loyalty           | 1.08,84 |
| Zilver | Koen Verweij       | TVM                     | 1.09,20 |
| Brons  | Sjoerd de Vries    | Team Beslist.nl         | 1.09,32 |
| 4      | Stefan Groothuis   | Brand Loyalty           | 1.09,41 |
| 5      | Michel Mulder      | Team Beslist.nl         | 1.09,58 |
| 6      | Pim Schipper       | Brand Loyalty           | 1.09,64 |
| 7      | Ronald Mulder      | Brand Loyalty           | 1.09,65 |
| 8      | Hein Otterspeer    | Team Beslist.nl         | 1.09,66 |
| 9      | Thomas Krol        | Team Beslist.nl         | 1.09,68 |
| 10     | Lennart Velema     | iSkate Development Team | 1.09,76 |
| 11     | Mark Tuitert       | Team Beslist.nl         | 1.09,79 |
| 12     | Kai Verbij         | Jong Oranje             | 1.10,37 |
| 13     | Wouter olde Heuvel | TVM                     | 1.10,49 |
| 14     | Rhian Ket          | Project 2018            | 1.10,55 |
| 15     | Maurice Vriend     | Team Corendon           | 1.10,72 |
| 16     | Jesper Hospes      | Team Beslist.nl         | 1.10,87 |
| 17     | Lieuwe Mulder      | iSkate Development Team | 1.10,89 |
| 18     | Gerben Jorritsma   | Brand Loyalty           | 1.11,12 |
| 19     | Aron Romeijn       | iSkate Development Team | 1.11,17 |
| 20     | Lucas van Alphen   | Project 2018            | 1.11,18 |
| 21     | Wesly Dijs         | Jong Oranje             | 1.11,41 |
| 22     | Tim Roelofsen      | Team Corendon           | 1.12,05 |
| 23     | Martijn van Oosten | iSkate Development Team | 1.12,20 |
| 24     | Gijs Esders        | Gewest Gelderland       | 1.12,35 |

### Loting
| Rit | Binnenbaan         | Buitenbaan       |
| --- | ------------------ | ---------------- |
| 1   | Martijn van Oosten | Gerben Jorritsma |
| 2   | Lieuwe Mulder      | Lennart Velema   |
| 3   | Tim Roelofsen      | Wesly Dijs       |
| 4   | Kai Verbij         | Gijs Esders      |
| 5   | Koen Verweij       | Ronald Mulder    |
| 6   | Wouter olde Heuvel | Aron Romeijn     |
| 7   | Lucas van Alphen   | Thomas Krol      |
| 8   | Jesper Hospes      | Maurice Vriend   |
| 9   | Sjoerd de Vries    | Hein Otterspeer  |
| 10  | Kjeld Nuis         | Pim Schipper     |
| 11  | Mark Tuitert       | Rhian Ket        |
| 12  | Stefan Groothuis   | Michel Mulder    |

1987 · 
1988 · 
1989 · 
1990 · 
1991 · 
1992 · 
1993 · 
1994 · 
1995 · 
1996 · 
1997 · 
1998 · 
1999 · 
2000 · 
2001 · 
2002 · 
2003 · 
2004 · 
2005 · 
2006 · 
2007 · 
2008 · 
2009 · 
2010 · 
2011 · 
2012 · 
2013 · 
2014 · 
2015 · 
2016 · 
2017 · 
2018 · 
2019 · 
2020 · 
2021 · 
2022 · 
2023 · 
2024 · 
2025